# گونگا
گونگا شهری در شهرستان تیکاره در استان بام در بورکینافاسوی شمالی است و جمعیت آن ۸۴۳ نفر است.